# Albada, interludi i dansa
Albada, interludi i dansa es una obra musical para orquesta sinfónica escrita en 1936 por el compositor Roberto Gerhard. Fue escrita para una serie de transmisiones radiofónicas de la BBC y con ellas el compositor lanzaba un mensaje vital a sus amigos en los duros momentos de la Guerra civil española. Evoca melodías populares y muestra su plena identificación con la causa republicana, siempre desde una impecable factura y un uso muy mesurado del material de raíz popular que adquirirá una nueva dimensión en sus siguientes obras.

## Contexto
En aquella época, el interés por la música tradicional para Gerhard se convierte en una declaración de identidad, símbolo de libertad y reivindicación durante la Guerra Civil. Junto con Eduard Toldrà, Frederic Mompou, Joan Lamote de Grignon, Baltasar Samper, Manuel Blancafort, Joan Gibert-Caminos y Agustí Grau, motivados para dar un mayor impulso a la actividad creativa del momento, se crea la Asociación de Compositores Independientes de Cataluña (CIC) o Grupo de Barcelona. Su actividad como compositor vuelve a ocupar un lugar importante a su vida y obras como esta y L'alta naixença del rei En Jaume (1932)  muestran un Gerhard poseedor de una madurez, un gran oficio y un lenguaje muy personal.

## Estreno
Esta obra se estrenó en Barcelona en 1937, con poco tiempo de diferencia al momento del estreno del ballet Ariel. Fue dirigida por Joan Lamote de Grignon. Y en Londres en el festival de la Sociedad Internacional para la Música Contemporánea del año 1938, por Hermann Scherchen, siendo muy elogiada por Béla Bartók.

## Composición
Esta obra consta de tres movimientos la duración de los cuales oscila sobre los once minutos en total:
I. Albada.
II. Interludi 
III. Dansa
Estas piezas, junto con Soirées de Barcelona, contienen melodías populares catalanas que coexisten junto con las disonancias. Albada también es, según Letícia Sánchez, una pieza que procura resaltar los valores culturales definidos por la República y el nacionalismo catalán. Julian White considera que se trata "esencialmente de una pieza de música ligera" y que "el movimiento de apertura una vez más evoca a la música de pasacalles". Esta melodía de apertura cita también la canción popular "El buen cazador". En esta obra también se alude a la canción catalana Lo Cotiló, que Gerhard incluyó en sus catorce Canciones populares catalanas (1928), a la cantata (1932), a Pedrelliana (1941) y también en el clímax dramático de su Sinfonía nº 4 "Nueva York" (1967).